# Evacuación de la República Popular de Donetsk y de la República Popular de Lugansk de 2022
La evacuación de Donetsk y Lugansk de 2022 se refiere a la evacuación masiva de los residentes de la autoproclamada RP de Donetsk y RP de Lugansk a la Federación Rusa a partir de febrero de 2022.

## Evacuación
El 18 de febrero de 2022, el líder de la RPD, Denis Pushilin, anunció que los habitantes de la RPD debían evacuar a Rusia debido a la amenaza de ataque de Ucrania. Más tarde, Leonid Pasechnik, jefe de la RPL, hizo lo mismo y anunció que la población civil de la RPL iba a ser evacuada a Rusia. Sin embargo, Ucrania negó las acusaciones de iniciar una ofensiva contra las dos repúblicas. El primer tren para la evacuación partió hacia Rusia el 19 de febrero. Según el Ministerio de Situaciones de Emergencia de Rusia, 50 000 evacuados del Dombás habían llegado a Rusia en los dos primeros días desde el anuncio de la evacuación.
Las autoridades ucranianas informaron que la mayoría de las personas en Donetsk y Lugansk no abandonaron sus hogares. Algunas personas se fueron por miedo, no por las acusaciones de una ofensiva ucraniana. Dmitri Peskov, el secretario de prensa del presidente ruso Vladímir Putin, dijo que no tenía información de lo que estaba sucediendo en la RPD.